# Mandalenčići
Mandalenčići is een plaats in de gemeente Gračišće in de Kroatische provincie Istrië. De plaats telt 255 inwoners (2001).